# موزه نیروی دریایی مادرید
موزه نیروی دریایی مادرید (به اسپانیایی: Museo Naval de Madrid) (به انگلیسی: Naval Museum of Madrid) یک موزه ملی در مادرید اسپانیا است که تاریخچه نیروی دریایی اسپانیا را در دوره فرمانروایان کاتولیک که شامل جنگ افزار ها ، نقشه ها و ابزارهای جهت یابی است را به نمایش می‌گذارد.